# 兰蓉乡
兰蓉乡，是中华人民共和国湖南省邵陽市城步苗族自治县下辖的一个乡镇级行政单位。

## 行政区划
兰蓉乡下辖以下地区：
塘源村、尖头田村、报木坪村、新寨村、水坪村、会龙村、水源村、青云村和黔峰村。

## 词源学
兰蓉乡的名字由来是：相传有人在此地设置关卡拦截从白牛托出的犀牛，故称“拦牛”，后方言谐音成了“兰蓉”。

## 地理
兰蓉乡坐落在城步苗族自治县东部，北是茅坪镇，东北是新宁县，南是白毛坪镇，西是儒林镇，东南是广西壮族自治区。
兰蓉乡的山有：二宝顶（2021米）、风雨殿（1855米）、三天星（1222米）。
巫水河流经兰蓉乡。

## 人口
2015年12月，兰蓉乡人口8,982人，苗族人口5,224人，占58.16%，另外还有其他10个民族。

## 经济
兰蓉乡的矿产资源有：锰、硅。